# Rite
Pour les articles homonymes, voir Rite (homonymie).
 (24 septembre 2022).

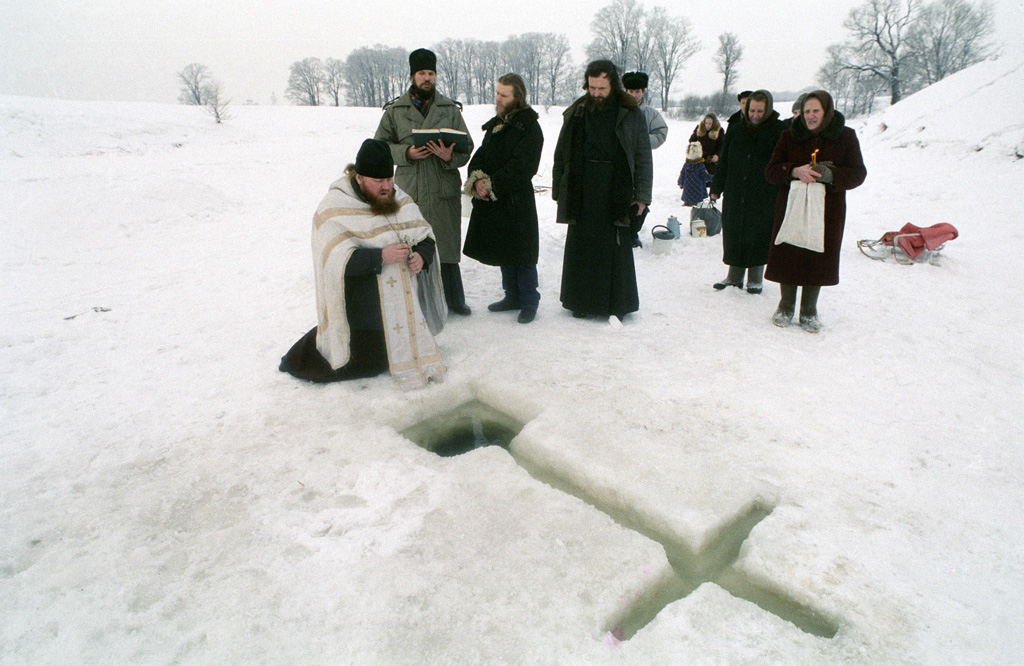
Un rite orthodoxe en Russie : célébration de l'Épiphanie à Bogolioubovo en 1996.

Un rite (aussi, rit) est une pratique sociale codifiée, de caractère sacré ou symbolique, destinée à susciter l'engagement émotionnel des participants au service d'une même attente ou dans le cadre d'un culte.

## Étymologie
Rituel est d'abord un adjectif et, quand il s'agit d'un nom, il s'applique à la codification par écrit d'un rite. Les deux mots « rite » et « rituel » sont issus du latin ritus pour le premier et de rituales libri (livres traitant des rites) pour le second. Les mots rite et rituel sont souvent employés à tort l'un pour l'autre.

## Nature
Le rite est un cérémonial. Désignant un ensemble d'usages réglés par la coutume ou par la loi, le mot cérémonial s'applique aussi bien au domaine religieux qu'aux manifestations civiles ou politiques. Une cérémonie rituelle est toujours religieuse. En d'autres termes, on peut dire que le rite transforme alors que la cérémonie confirme.
La liturgie est la désignation de l'ensemble des rites qui ont été approuvés par les autorités ecclésiastiques catholiques concernant la messe et les divers offices.
Un rite sert de ciment à une communauté, conformément au double sens étymologique de « relier » et « se recueillir » du mot religion. La participation répétée au culte selon un certain rite marque l'appartenance à la communauté religieuse concernée.
Un schisme peut se produire sur des aspects dogmatiques mais aussi rituels. L'abandon partiel de la messe en latin est ainsi l'une des raisons pour lesquelles une partie des catholiques dits « intégristes » s'est écartée de l'Église catholique[réf. nécessaire]. Le changement d'un rite ancien et parfois millénaire est toujours une opération complexe et troublante pour une religion.
De nombreuses religions se sont divisées sur des questions de rites. Dans la religion musulmane on distingue le rite d'Omar ou le rite d'Ali. Les Églises chrétiennes d'Orient ont une diversité de rites depuis les origines presque, chaque église ayant son mode d'expression selon le milieu dans laquelle elle se trouve. En Orient, aujourd'hui, les rites des Églises chrétiennes orientales coexistent : byzantin, antiochien, chaldéen, copte, arménien, le rite romain… Dans l'Église catholique, on trouve des fidèles de plusieurs rites, mais si certains rites sont exclusivement pratiqués dans l'Église catholique (rite maronite), d'autres sont pratiqués surtout hors d'elle (rite copte, rite éthiopien).
L'œcuménisme pose la question de rites communs à plusieurs Églises qui ont divergé au fur et à mesure du temps, ou entre religions différentes. La concélébration (participation de célébrants de différentes confessions à une même cérémonie) est toujours impossible [Quand ?]. Les rites réellement fusionnés soulèvent de très difficiles questions théologiques.
Beaucoup de rites religieux antiques comportaient des sacrifices d'humains et d'animaux.
De nombreux rites ont imposé et imposent toujours aujourd'hui des mutilations : scarification, déformation des lèvres ou des oreilles, circoncision, excision, chasse d'une bête dangereuse, exercice périlleux, ingestion de produits hallucinogènes ou d'alcool, dont font partie les bizutages à l'entrée dans les Grandes Écoles. Ces rites culturels entrent de plus en plus en conflit avec la législation civile.
Le chant et la danse participent aux rites de nombreuses religions. D'une façon générale, tout ce qui concourt à une émotion collective est prisé lors des rites. Le choix des lieux et des moments où s'exécutent les rites est extrêmement important et concourt à leur succès. La création des objets et des lieux nécessaires à l'exécution d'un rite, tels qu'église, temple, synagogue, mosquée, est généralement considérée comme une source de l'art. La monnaie a même pris dès son invention une part active à de nombreux rites. En Grèce, par exemple, il y avait un rite de la mise d'une obole sur la langue d'un mort, pour que celui-ci puisse payer Charon, le passeur du fleuve Styx.

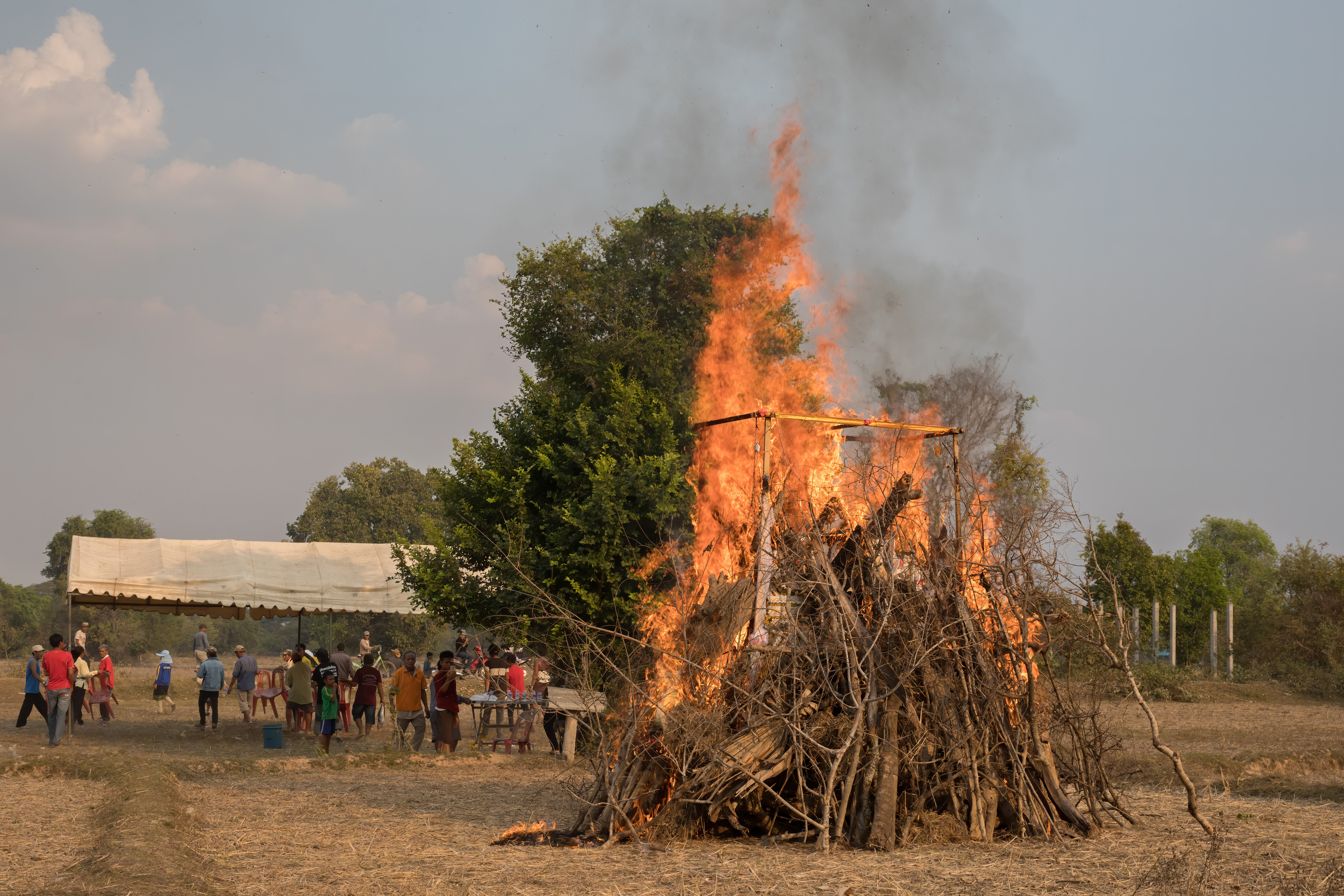
Une crémation à Si Phan Don dans le sud du Laos en 2018 : il s'agit d'un rite funéraire bouddhiste.

Peuvent être distingués : les rites intercesseurs (pluie, moisson, maladie, guerre, fertilité, etc.), les rites de passage (naissance, entrée consciente dans la religion, entrée dans la communauté des adultes, décès, intronisation, mariage, etc.) et les rites de confirmation d'appartenance (processions, célébrations, cérémonies au monument aux morts, inaugurations, fêtes diverses).
L'ancienneté des rites, que l'on retrouve aux premiers âges de l'humanité et dans toutes les sociétés, leur variété, leurs motivations, leurs conséquences sanitaires et sociales, expliquent le grand nombre des approches possibles : théologie, histoire générale et histoire des religions, sociologie, psychologie sociale, anthropologie, économie, droit.
Bien que se situant dans le domaine non religieux, les loges maçonniques se sont attachées à développer des rites à l'instar des religions. Alors que dans les religions, les rites ont toujours un sens réel ou symbolique, les rites maçonniques sont essentiellement symboliques. Cette symbolique relève soit de l'alchimie, de la chevalerie ou des métiers de la construction, soit encore de légendes ou de mythes, le plus souvent trouvés dans un récit gnostique parfois très vieux. Ils sont généralement couverts par un secret très relatif. Les rites maçonniques, écossais, français, égyptiens, etc., sont nombreux et l'occasion de nombreuses divergences entre maçons.
Le langage courant a étendu le terme de rite à la qualification de comportements politiques et sociaux sans dimension religieuse : le rite du week-end, de la poule-au-pot sous le bon Roi Henri IV en France, de la « garden party du 14 juillet à l'Élysée », des enterrements de vies de jeune homme ou de jeune fille avant les mariages, etc.

## Formes
L'anthropologie s'est longtemps intéressée au rite et plusieurs ethnologues ont tenté de proposer une vision formelle et ontologique de la pratique rituelle de façon générale. D'abord, le rite se présente comme une activité très formalisée : possédant ses propres codes et dont les actions s'articulent autour de symboles fortement marqués. On n'a qu'à penser à une messe traditionnelle ou à un rituel plus éclectique comme on en retrouve de plus en plus pour s'en rendre compte, il s'agit de pratiques fortement codifiées. Ce dernier est habituellement constitué de séquences, d'étapes, s'articulant dans une mise en scène soigneusement préparée et correspondant à une série de règles implicites au rite en question : on peut ainsi parler du caractère morcelé du rite (conformément à ce qu'affirmait Claude Lévi-Strauss, voir les ouvrages en bibliographie). Ce dernier présente aussi un aspect répétitif où, soigneusement mises en place, les actions rituelles sont standardisées et reprises à travers un ordre bien établi. Le déroulement d'un rite est donc prévisible puisqu'il se base sur une série d'étapes bien ancrées, lesquelles devront être minutieusement respectées afin que l'activité prenne forme, qu'elle aboutisse à son but et puisse apporter sens aux pratiquants qui s'y soumettent. Les activités se déroulent autour d'objets auxquels on a attaché une valeur symbolique : le cercueil du défunt, le calice de la messe, etc.
Quant à la question ontologique, les anthropologues et autres chercheurs en sciences humaines ont toujours tenté de comprendre ce pourquoi on s'adonne à des pratiques rituelles. Faisant l'aller-retour entre empirisme de terrain et philosophie, certains ont fourni des éléments de réponses intéressants, même s'ils ne font pas nécessairement consensus. Victor Turner, l'un des grands théoriciens du rite (ouvrages en bibliographie), propose une approche teintée d'un certain fonctionnalisme, où le corps social, dont les différentes parties afficheraient un certain déséquilibre, serait en mesure de créer une stabilité à travers les pratiques rituelles. Sur le plan social, le rite serait donc en mesure d'unifier les individus d'une société, alors séparés par les contingences sociales. Quant au point de vue de l'individu, Turner s'inspire des propositions freudiennes où en proie à des besoins affectifs qu'il ne peut combler, ce dernier tente de faire un pont entre le monde sensible et intelligible, alors qu'il se trouve démuni face à ce dernier. Pour Lévi-Strauss, dans le dernier chapitre du quatrième tome des Mythologiques, soit L'Homme nu (1971), le rite est une réponse à un découpage entre le monde discontinu (celui de tous les jours) et continu (celui d'origine, d'autrefois), alors que les catégories qui ont cours dans une société donnée sont abolies lors de la pratique rituelle. Ce découpage serait, selon l'anthropologue, la réponse à une anxiété logique innée à la rationalité humaine. Chez les deux auteurs, la pratique implique donc un retour aux origines communes et où sont par le fait même abolies les frontières habituelles, celles du quotidien. C'est à cette origine que fait allusion Lévi-Strauss lorsqu'il parle du monde continu, celui où tous étaient égaux et où l'homme était unifié à la nature, avant que s'opère une stratification de l'ordre social. À la suite du rite, l'individu se trouve transformé alors que fut effectué un passage (d'où les rites de passage) entre le stade de l'« avant » et celui de l'« après ».

## Différents types
Chaque religion ou confession a codifié, au fil des siècles, les gestes qui lui sont propres pour la célébration de son culte. Exemple : rite de « l'asperges me » ou celui effectué par le thuriféraire. Par la pratique de ces rites, les fidèles reconnaissent leur adhésion intérieure à ce culte. Les occasions rituelles concernent soit la vie collective globale de la communauté, soit des circonstances familiales, ou la vie spirituelle personnelle.
- Rites périodiques : les cérémonies quotidiennes, hebdomadaires, et annuelles (par exemple : Aïd el kébir pour la religion musulmane).

- Rites d'intercession ou de demande. Ils correspondent en général à des intercessions particulières :
  - intercession pour obtenir la pluie : pratiquement présente dans toutes les religions. C'est souvent à cette occasion que les rites les plus violents ont été inventés. On se souvient des sacrifices humains de Carthage pour obtenir la pluie pendant le siège romain ;
  - intercession pour obtenir la victoire ;
  - intercession pour obtenir une bonne récolte ;
  - intercession pour obtenir la sécurité d'un bateau, d'un bâtiment, etc.

Beaucoup de rites d'intercession dans la Grèce antique s'appuyaient sur des oracles (Delphes, Delos). Les antiques Romains attendaient la réponse des dieux à certaines questions importantes, au travers de l'examen des restes d'animaux suppliciés (cf. divination), ou en regardant la direction du vol des oiseaux.
- Rites de passage :
  - la naissance (baptême, circoncision, excision, etc.) ;
  - la puberté (Bar Mitzvah, confirmation, etc.) ;
  - la fécondité (fiançailles, mariage, etc.) ;
  - la mort (enterrement, crémation, célébration de funérailles, etc.).

La ritualité familiale est la plus tenace et la plus résistante aux changements. Le culte des ancêtres en Chine a ainsi traversé plusieurs décennies de régime communiste anti religieux.
- Rites individuels :
  - la prière. La religion musulmane par exemple, codifie la périodicité, la gestuelle, la direction tournée vers la Mecque ;
  - certains gestes de la vie courante sont très souvent un peu et parfois beaucoup ritualisés : mise au lit des enfants, prise du petit déjeuner, maquillage, rasage, etc.

## Origine
Les rites ne sont pas forcément religieux puisqu'ils rythment très souvent les actes quotidiens de la vie des humains. En cela, les rites séparent les humains du monde animal. Les tout premiers rites : inhumation des corps, feux, élévation de pierres (menhirs ou dolmens) montrent bien qu'à l'aube de l'humanité, le rite est intrinsèquement lié à l'humanité et systématiquement à la religion qui est uniquement le fait des humains.
Les travaux d'Émile Durkheim traite les rituels comme des éléments du sacré. Mais l'interprétation du rite par les sciences humaines a tenté de dépasser le cadre de l'explication purement religieuse par des interprétations sociales ou comportementales.
Par exemple :
- l'approche que l'on pourrait qualifier d'éthologie humaine, issue notamment des travaux de Konrad Lorenz ; comme éthologue, Konrad Lorenz a étudié le rite comme la forme qu'une culture donne à l'agressivité individuelle de ses membres pour circonscrire ses effets désordonnés et indésirables et a contrario valoriser sa contribution à la conservation du groupe. La vision de Konrad Lorenz a maintenant été dépassée par René Girard qui a montré que le phénomène du bouc émissaire et les rites qui y sont associés existent dans toutes les civilisations et donc les religions, à l'exception du Christianisme, qui pour René Girard, a inauguré de manière définitive la sortie de la religion, au sens d'ensemble de pratiques purement rituelles[3].

- K. Lorenz et Goffman donnent au terme « rite » un signifiant élargi : rituel inconscient. Leur thèse serait que ces « rites » inhibent l'agressivité intraspécifique afin d'autoriser la socialisation de l'espèce. Ces rites réutilisent cette agressivité affaiblie et remaniée pour structurer le groupe (hiérarchisation).
- Le rite doit être distingué du rituel, qui est une « mise en scène » consciente. Goffman, Lorenz et Bourdieu utilisent « rite » dans le sens d'acte inconscient ou peu conscient… en général des gestes ou attitudes brèves (haussement de sourcils, d'épaule, ouverture des mains, baisser les yeux avant un croisement d'individus…) permettant, en passant en « conduite automatique » d'inhiber l'agressivité que devrait occasionner une situation… L'agressivité intraspécifique étant un instinct (génétique), il ne peut être supprimé mais va être inhibé et réutilisé en « rite » culturel hiérarchisant. Ces « rites » peuvent être considérés comme la « mémoire vive » du passé de l'espèce, dans le sens où ils induisent un comportemental optimisé transhistorique garantissant la durabilité de l'espèce (comportemental adapté a l'ère glaciaire par ex). Les « rites » peuvent aussi être considéré comme synonyme de « culturel », dans le sens où ils ont autorisé la socialisation d'une espèce… pour l’espèce humaine, ils s'opposent et pondèrent la « raison » par trop opportuniste qui tend a privilégier les intérêts immédiats de l'individu au détriment des autres « bénéficiaires » de chacun de nos actes (groupe, civilisation, espèce).
- le courant issu de la psychanalyse qui rattache les rites dits « sociaux » à des systèmes de défense collectifs.

- Des théories s'articulent autour de la notion de « rite profane » (Claude Rivière, 1995) et de « rite d'interaction » (Erving Goffman, 1974, Dominique Picard, 1995, 2007).

## Rites initiatiques

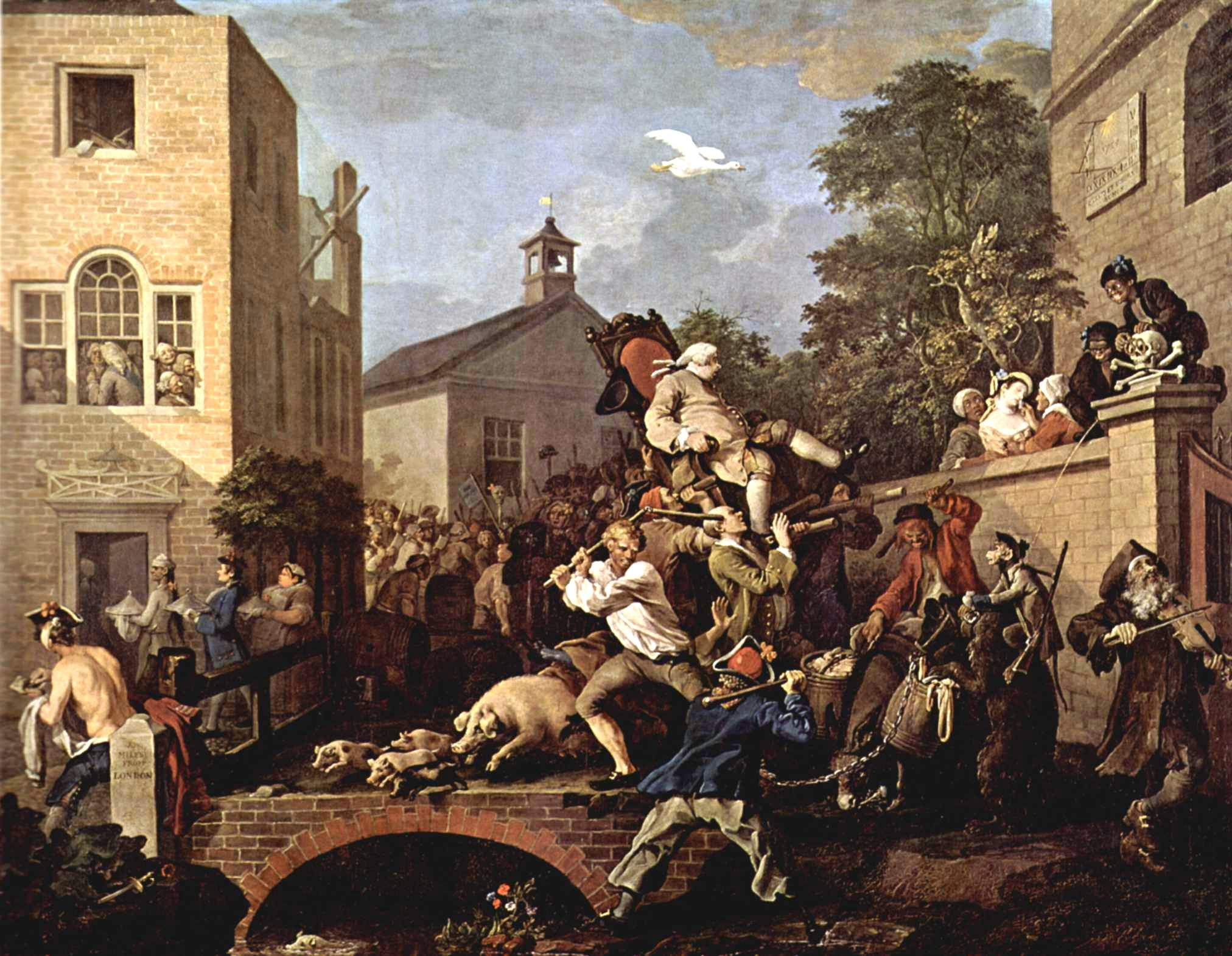
Un rite électoral : le siège d'investiture - représentation satirique sous forme de peinture rococo, de William Hogarth. Angleterre, années 1750.

Les rites de passage également nommés rites initiatiques accompagnent dans beaucoup de sociétés humaines les changements « biologiques » et « sociaux » d'un individu.
Une forme dérivée est le rite d'entrée dans une secte ou une société de pensée profane.
De façon très extensive on peut parler de rite pour les actes exigés d'un nouveau membre d'un gang ou d'une mafia.
Il est également possible de considérer comme étant un rite initiatique la reconnaissance de la psychologie gouvernant subconsciemment les rapports sociaux entre les hommes comme facteur d'union sociale : en effet, cette reconnaissance démarque une acceptation, d'une initiation à la compréhension sociale, et s'acquiert naturellement et systématiquement par l'homme au cours de sa vie.

## Le rôle des célébrants
La conservation, l'enseignement et l'application des rituels est un des rôles majeurs des religions et de leurs célébrants.
La crise des vocations et la diminution du nombre des célébrants dans plusieurs religions d'Europe, posent la question du maintien du nombre des lieux de culte et de la fréquence des célébrations. Beaucoup de lieux de culte en Europe ont vu la fréquence de leurs offices diminuer. À l'inverse, sur d'autres continents, la fréquence des célébrations est en nette augmentation et nécessite la construction de très nombreux nouveaux lieux de cultes. Au Royaume-Uni, de nombreuses églises anglicanes ont été purement et simplement désaffectées et transformées.
Les transferts de populations provoqués par la mondialisation posent également la question de la « nationalisation » de certains cultes et de la langue de certains rites. En France, les conflits entre imams de différentes origines (Arabie saoudite, Turquie, Algérie, Maroc) a conduit à une réflexion sur la formation d'imams officiant en français et non plus en arabe ou en turc.
La question de la licéité des rites posée par Cicéron est toujours d'actualité.

## La concurrence entre fêtes profanes et fêtes rituelles religieuses
Toutes les religions ont souvent essayé de faire coïncider des fêtes anciennes associées à des cultes antécédents enracinés dans les traditions locales. Un certain nombre de rites, comme la fête chrétienne d'Holywins (de l'anglais : la sainteté gagne) qui a été créée pour supplanter le rite païen d'Halloween.
Aujourd'hui des fêtes profanes, à dimensions commerciales, comme Noël, viennent parfois en conflit avec des occasions rituelles traditionnelles. La dimension profane de certaines fêtes religieuses s'effacent en partie devant une démarche purement touristique. Le rite religieux à l'origine est parfois remplacé par un spectacle (cas de Pampelune par exemple), qui lui-même devient un rite purement profane.

## Les nouveaux rites
L'anthropologie s'est principalement intéressée aux rites dans les sociétés non occidentales, mais de plus en plus, les sciences sociales s'intéressent à ce qu'on pourrait appeler les nouveaux rites. Ces rites qui ont été étudiés chez « l'autre », qu'il soit autochtone d'Amérique ou d'Afrique, ont en partie influencé les nouvelles pratiques rituelles dont beaucoup ont emprunté à ces nostalgies d'outre culture. Toutefois, les nouveaux rites se voient transformés par rapport au rite traditionnel : ils prennent place dans un contexte social différent qu'on qualifie de modernité, expression fourre-tout qui vise à décrire une nouvelle réalité qu'on a peine à cerner en sciences humaines. Les concepts présentés plus haut s'avèrent toujours pertinents, mais les valeurs de même que les différentes modalités en rapport au rite chez l'individu sont susceptibles d'avoir changé (susceptibles, puisqu'il s'agit d'une question de recherche actuelle dont la complexité nécessite certaines remises en question).
Sous le voile de la modernité, ce contexte qu'on dit nouveau et qui transforme autant nos rapports sociaux que ceux face à notre individualité propre, se dégage une nouvelle conception du monde qui n'est plus attribuable aux dogmes ou récits qui nous entourent. Devenu cliché, ce concept conserve toutefois un certain potentiel pour ce qui est de considérer les pratiques sociales dont les fondements tendent à nous échapper. Michèle Fellous, dans À la recherche des nouveaux rites (2001) par exemple, s'intéresse à ces nouveaux rites quant au sens qu'ils revêtent alors qu'ils se différencient de plus en plus de la définition classique. Celle-ci constate que dans un contexte où le temps nous glisse entre les mains, les individus recherchent une assise à travers le rite qui permet de créer un marquage dans leurs vies. Ce marquage permet de rendre moins abrupte les passages que nous subissons à plusieurs reprises au cours de notre existence par un certain enracinement, alors que ce contexte moderne rend poreuses les différentes séquences vécues (enfance/adolescence, étude/travail, vie personnelle/travail, divertissement/ productivité, etc.). Le nouveau rite pourrait être perçu comme une réponse à ces questions issues de quêtes individuelles, puisque c'est désormais l'individualité qu'on tente de définir dans le contexte de modernité. Cette nouvelle vision du rite se détache de plus en plus du religieux, on cherche le sacré, sans le sacrement. Le mariage en est un bon exemple, alors que plusieurs cherchent à conserver les fondements du rite de passage tout en prenant une distance des instances religieuses, comme c'est le cas dans le mariage civil par exemple.